# Заветненский сельсовет (Ставропольский край)
Заве́тненский сельсове́т — упразднённое сельское поселение в составе Кочубеевского района Ставропольского края Российской Федерации.
Административный центр — село Заветное.

## География
Находится в северо-западной части Кочубеевского района.

## История
С 16 марта 2020 года, в соответствии с Законом Ставропольского края от 31 января 2020 г. № 7-кз, все муниципальные образования Кочубеевского муниципального района были преобразованы путём их объединения в единое муниципальное образование Кочубеевский муниципальный округ.

## Население
| 1989  | 2002  | 2010  | 2011  | 2012  | 2013  | 2014  |
| ----- | ----- | ----- | ----- | ----- | ----- | ----- |
| 3624  | ↗3941 | ↗4048 | ↘4042 | ↘4023 | ↘4008 | ↘3996 |
| 2015  | 2016  | 2017  | 2018  | 2019  | 2020  |       |
| ↘3933 | ↘3907 | ↘3877 | ↘3849 | ↘3832 | ↘3804 |       |

### Национальный состав
По итогам переписи населения 2010 года проживали следующие национальности (национальности менее 1 %, см. в сноске к строке "Другие"):
| Национальность | Численность | Процент |
| -------------- | ----------- | ------- |
| Русские        | 2813        | 69,49   |
| Армяне         | 824         | 20,36   |
| Цыгане         | 195         | 4,82    |
| Украинцы       | 49          | 1,21    |
| Другие         | 167         | 4,13    |
| Итого          | 4048        | 100,00  |

## Состав сельского поселения
| № | Населённый пункт | Тип населённого пункта       | Население |
| - | ---------------- | ---------------------------- | --------- |
| 1 | Екатериновский   | хутор                        | ↘24       |
| 2 | Заветное         | село, административный центр | ↘3751     |

## Местное самоуправление
- Совет депутатов сельского поселения Заветненский сельсовет, состоит из 10 депутатов, избираемых на муниципальных выборах по одномандатным избирательным округам сроком на 5 лет
- Администрация сельского поселения Заветненский сельсовет

Председатели совета депутатов
Главы администрации
- с 8 октября 2006 года — Меда Игорь Олегович, глава сельского поселения

## Образование
- Детский сад № 10
- Средняя общеобразовательная школа № 14

## Памятники
- Братская могила советских воинов, погибших в годы Великой Отечественной войны 1941—1945 гг. Памятник Герою Советского Союза М. Г. Вишневскому. 1942—1943, 1957, 1967 года[20]
- Трактор, установленный в честь трактористов, проложивших первую колхозную борозду. 1968 год[21]